# Жемайтська височина

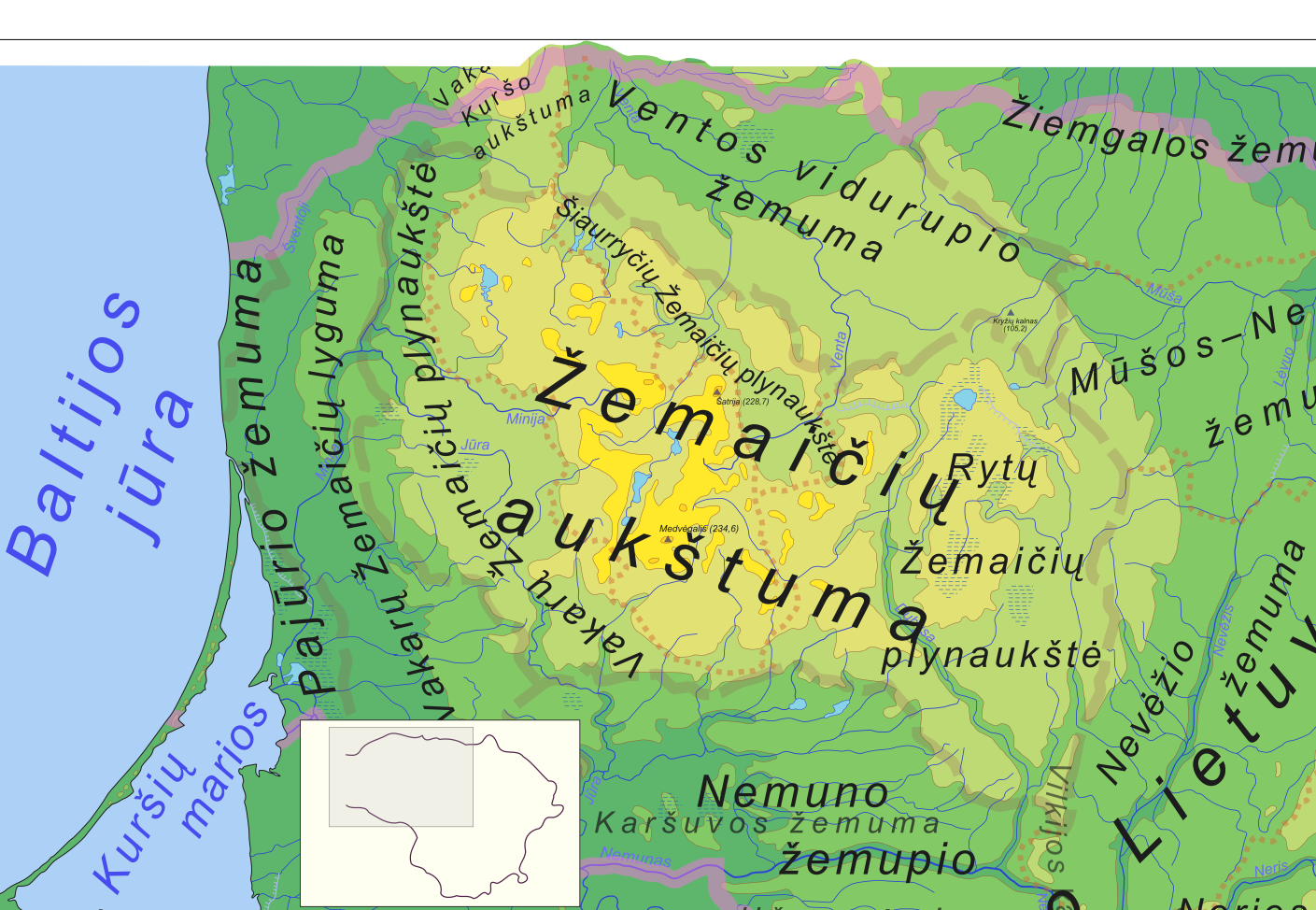
Жемайтська височина

Жемайтська височина (лит. Žemaičiu Aukštuma, жумуд. Žemaitiu aukštoma) — височина на північному заході Литви у басейні річок Вента, Юра, Мінія і Дубіса. Площа —  близько 10 000 км².
Отримала назву по розташуванню в історичній області Литви — Жемайтії («низинний край», лит. zemas 'низький, низинний'). Жителі Жемайтії — жемайти — в давньоруських джерелах називалися жмудь. Звідси назва жмудська височина.
Горбкувато-моренний рельєф. Багато озер.
Пагорби на півдні переходять у Нижньоніманську низовину.

## Гідрографія
На Жемайтській височині беруть початок багато річок Литви  — притоки Німану, серед яких: Юра, Мінія та річка Дубіса, що довжиною 140 км протікає по східному схилу Жемайтської височини.
Річка Вента довжиною 350 км (одна з найбільших річок Латвії, судноплавна від гирла до Пілтене) бере початок на жемайтській височині та впадає в Балтійське море біля Вентспілса.
Середня висота 120 — 150 м.
Найбільша висота  — 234 м (гора Мядвегаліс).